# 資訊分享與分析中心
資訊分享與分析中心（英語：Information Sharing and Analysis Center，簡稱ISAC）是一個非營利組織，主要是為收集有關關鍵基礎設施的網路威脅之資訊提供中心，並在私營和公共部门之間提供雙向資訊共用。